# 방아쇠 수지
방아쇠 수지(-手指, historicopous, trigger fingers, trigger digit)는 협착성 건막염의 일부로서, 수반되는 손가락 굽힘힘줄의 결절을 특징으로 하는 질병으로, 역기능, 통증이 동반된다. 방아쇠 손가락이라고도 한다.

## 병인
방아쇠 수지의 병인은 명확하지 않지만 일부 병인들이 제안되고 있다. 협착성 건막염으로도 불리지만 염증이 두드러진 기능은 아니기 때문에 부적절한 이름일 수 있다.

## 치료
환자 중 절반 이상에게는 수주에서 수개월에 걸쳐 건초에 코르티코스테로이드를 주사하는 것이 효율적이다.